# Đại hoàng dược dụng
Đại hoàng dược dụng (danh pháp khoa học: Rheum officinale) là một loài thực vật có hoa trong họ Rau răm. Loài này được Baill. miêu tả khoa học đầu tiên năm 1872.